# Kościół św. Apostołów Andrzeja i Bartłomieja w Osiecku
Kościół Świętych Apostołów Andrzeja i Bartłomieja w Osiecku – rzymskokatolicki kościół parafialny należący do dekanatu Osieck diecezji siedleckiej.

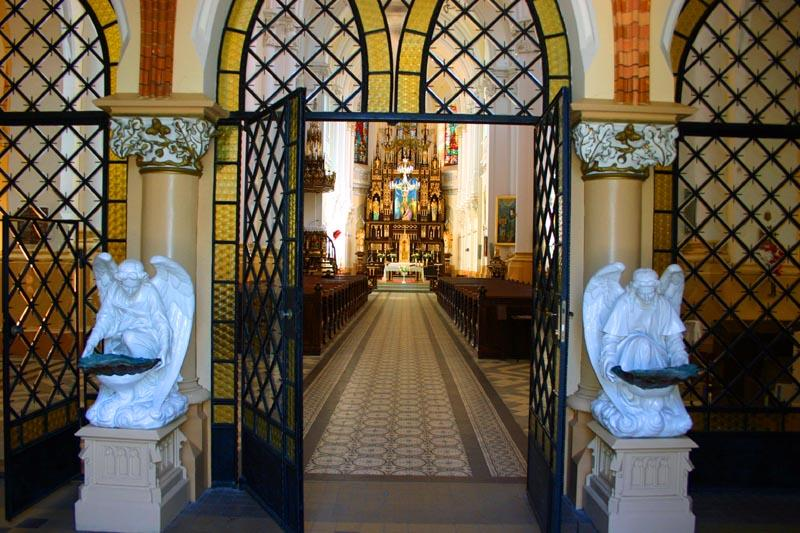
Wnętrze świątyni

Obecna świątynia murowana została wybudowana w stylu neogotyckim w latach 1902–1908, dzięki staraniom księdza Aleksandra Olszewskiego, konsekrowana w 1909 roku przez Franciszka Jaczewskiego, biskupa lubelskiego.
Projektantem kościoła był warszawski architekt Stefan Szyller. Budowla jest trzynawowa. Fundamenty świątyni zostały wykonane z kamienia polnego, natomiast ściany zostały wzniesione z czerwonej cegły. Nawa główna nakryta jest wysokim, dwuspadowym dachem, natomiast nawy boczne dachami jednospadowymi o małym spadku, pokryte dachówką paloną czerwoną zakładkową (falcówką). Dachy wież pokryto miedzianą blachą i zostały zawieszone na nich królewskie korony. Okna są pojedynczo szklone, o konstrukcji żelaznej. Nadproża o formach gotyckich, wykonane z cegły. Wewnątrz sklepienia gwiaździste, wykonane z cegły.  Posadzki zostały wykonane z terakoty. Schody na wieże o konstrukcji stalowej (koliste) lub drewnianej.
W ołtarzu głównym została umieszczona rzeźbiona scena Ukrzyżowania. Wykonane zostały również cztery ołtarze boczne. Posadzka w prezbiterium została wykonana z granitu w 2002 roku. Chrzcielnica i ambona zostały zrobione z masy mozaikowej.